# Famílies d'Hirayama
Una família d'Hirayama, també anomenada família d'asteroides, és un grup de planetes menors que comparteixen elements orbitals similars, com el semieix major, l'excentricitat o la inclinació orbital. Els membres d'un mateix grup es suposa que són fragments producte de col·lisions anteriors.
De manera estricta, l'adhesió d'un asteroide a una família en concret, es fa per l'anàlisi dels seus elements orbitals propis, més aviat que pels seus elements orbitals teòrics, aquests últims variant regularment sobre escales de temps de diverses desenes de milers d'anys.
L'astrònom japonès Kiyotsugu Hirayama (1874-1943) va estar el primer a estimar els elements propis dels asteroides, i identificar les principals famílies l'any 1918.
Kiyotsugu Hirayama va identificar en primer lloc, la família Coronis, la família d'Eos, i la família Temis, i més tard les de Flora i Maria.